# Ids-Saint-Roch
Ids-Saint-Roch è un comune francese di 326 abitanti situato nel dipartimento del Cher, nella regione del Centro-Valle della Loira.

## Società

### Evoluzione demografica
Abitanti censiti